# Nat (unidad)
La unidad natural de información (símbolo: nat), a veces también nit o nepit, se utiliza para medir la información o entropía. Está basada en el logaritmo natural y en las potencias del número e, en lugar de los logaritmos de base 2 y las potencias de 2, que definen bits. Esta unidad también es conocida por su símbolo de unidad, el nat.
El nat es la unidad coherente para cuantificar la entropía de la información. El Sistema Internacional de Unidades, al asignar las mismas unidades (julios por kelvin) tanto a la capacidad calorífica como a la entropía termodinámica, trata implícitamente la entropía de la información como una magnitud adimensional, con 1 nat = 1. Los sistemas físicos de unidades naturales que normalizan la constante de Boltzmann a 1 están midiendo la entropía termodinámica en nats.
Cuando la entropía se especifica usando un logaritmo natural,
{\displaystyle \mathrm {H} =-\sum _{i}p_{i}\ln p_{i}}
se está dando implícitamente un número medido en nats.
Una nat es igual a 1ln 2 shannons (o bits) ≈ 1.44 Sh o, equivalentemente, 1ln 10 hartleys ≈ 0.434 Hart. Los factores 1.44 y 0.434 surgen de las relaciones
{\displaystyle \left(2^{x}=e^{1}\Rightarrow x={\tfrac {1}{\ln 2}}\right)}, y
{\displaystyle \left(10^{x}=e^{1}\Rightarrow x={\tfrac {1}{\ln 10}}\right)}.
Una nat es el contenido de información de un evento si la probabilidad de que ocurra ese evento es 1/e.

## Historia
Boulton y Wallace usaron el término nit junto con mínima longitud de mensaje que posteriormente fue cambiado por la comunidad científica por longitud de descripción mínima, con la sigla nat para evitar confusiones con la unidad nit, que ya era usada como unidad de luminancia.
Alan Turing utilizó el ban natural.